# Hultserum (naturreservat)
Hultserum är ett naturreservat i Västerviks kommun i Kalmar län.
Området är naturskyddat sedan 2001 och är 43 hektar stort. Reservatet består av en barrblandskog med tallar i de högre partierna och gran i de lägre. Det finns också mindre inslag av lövträd.